# فهرست شهرداران سمنان
فهرست شهرداران سمنان شامل نام کسانی است که به جایگاه بالاترین مقام اجرایی شهرداری سمنان یعنی شهردار سمنان رسیده‌اند.

## فهرست

### پهلوی
| ر. | نام               | آغاز تصدی | پایان تصدی   |
| -- | ----------------- | --------- | ------------ |
|    | منوچهر شهریاری    | ۱۳۳۹      | ۱۳۴۶         |
|    | حسن برومند فامیلی | ۱۳۴۶      | ۱۳۴۹         |
|    | کاظم المعی        | ۱۳۴۹      | ۱۳۴۹         |
|    | حسن برومند فامیلی | ۱۳۴۹      | ۱۳۵۵         |
|    | مهدی طاهری        | ۱۳۵۵      | ۱۳۵۶         |
|    | ایرج عندلیب       | دی ۱۳۵۶   | فروردین ۱۳۵۸ |

### جمهوری اسلامی
| ر. | نام                         | آغاز تصدی     | پایان تصدی    |
| -- | --------------------------- | ------------- | ------------- |
|    | سید عبدالله عظیمی           | فروردین ۱۳۵۸  | اردیبهشت ۱۳۵۹ |
|    | تقی دربانیان                | اردیبهشت ۱۳۵۹ | خرداد ۱۳۶۲    |
|    | عبدالحسین سیدعلی زاده موسوی | خرداد ۱۳۶۲    | آبان ۱۳۶۴     |
|    | محمدنعیمی صدیق              | آذر ۱۳۶۴      | اسفند ۱۳۶۶    |
|    | حسین طنانی                  | اسفند ۱۳۶۶    | مرداد ۱۳۷۰    |
|    | ستار صیفی کفشگری            | مرداد ۱۳۷۰    | ۱۳۷۳          |
|    | محمدخدا یوسفی               | ۱۳۷۳          | آذر ۱۳۷۴      |
|    | مجید حاج غلام سریزدی        | آذر ۱۳۷۴      | بهمن ۱۳۷۶     |
|    | داوود علی عباسپور           | بهمن ۱۳۷۶     | خرداد ۱۳۷۸    |
|    | یوسفعلی درون پرور           | خرداد ۱۳۷۸    | مهر ۱۳۸۳      |
|    | رمضانعلی باقری              | مهر ۱۳۸۳      | اردیبهشت ۱۳۸۶ |
|    | علیرضا خسروی                | اردیبهشت ۱۳۸۶ | ۱۳۹۰          |
|    | مهدی خراسانیان              | ۱۳۹۰          | مهر ۱۳۹۲      |
|    | محمدکاظم شربتدار            | مهر ۱۳۹۲      | بهمن ۱۳۹۴     |
|    | حسین موسوی دلازیانی         | بهمن ۱۳۹۴     | آذر ۱۳۹۶      |
|    | سید محمد ناظم رضوی          | آذر ۱۳۹۶      | آبان ۱۴۰۰     |
|    | سید علی مرتضی‌نژاد           | آبان ۱۴۰۰     | اردیبهشت ۱۴۰۲ |
|    | حسین موسوی دلازیانی         | مرداد ۱۴۰۲    | اردیبهشت ۱۴۰۴ |
|    | حمید قاسمی                  | خرداد ۱۴۰۴    | در حال تصدی   |